# 昂克尔河畔维尔
昂克尔河畔维尔（法語：Ville-sur-Ancre，法語發音：[vil syʁ ɑ̃kʁ]）是法国上法蘭西大區索姆省的一个市镇，属于佩罗讷区。

## 地理
昂克尔河畔维尔（49°57'44"N, 2°36'44"E）面积5.95 平方千米，位于法国上法蘭西大區索姆省，该省份为法国北部沿海省份，北起加来海峡省和北部省，西接滨海塞纳省和大西洋英吉利海峡，南至瓦兹省，东临埃纳省。
与昂克尔河畔维尔接壤的市镇（或旧市镇、城区）包括：昂克尔河畔比尔、代尔南库尔、梅欧尔特、莫朗库尔、萨伊洛雷特、萨伊勒塞克、特勒。

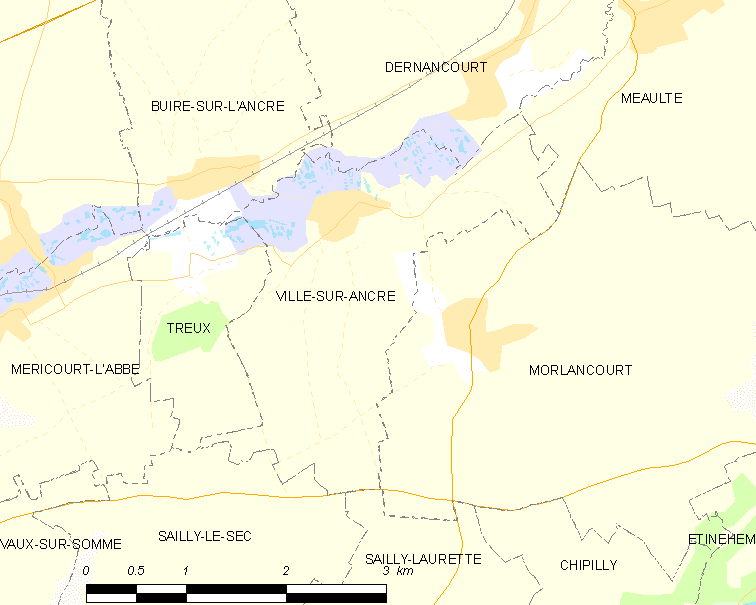
昂克尔河畔维尔的OSM定位图

昂克尔河畔维尔的时区为UTC+01:00、UTC+02:00（夏令时）。

## 行政
昂克尔河畔维尔的邮政编码为80300，INSEE市镇编码为80807。

## 政治
昂克尔河畔维尔所属的省级选区为阿尔贝县。

## 人口

1962-2008年间昂克尔河畔维尔人口变化图示

昂克尔河畔维尔于2022年1月1日时的人口数量为274人。